# Tillandsia lescaillei
Tillandsia lescaillei là một loài thực vật có hoa trong họ Bromeliaceae. Loài này được C.Wright miêu tả khoa học đầu tiên năm 1871.